# Víska (Litovel)
Víska (německy Dorfle) je malá vesnice, místní část města Litovel v okrese Olomouc. Nachází se asi 1,5 km na západ od Litovle. Víska leží v katastrálním území Víska u Litovle o rozloze 0,91 km2.

## Historie
První zmínka o vesnici je z městské knihy z roku 1350 a ves je zde uváděna pod názvem „Dorffle“. Město Litovel zakoupilo Vísecký dvůr roku 1432 pro nemocnici při klášteru sv. Ducha. Od roku 1980 je Víska místní částí města. V roce 2009 zde bylo evidováno 34 adres. V roce 2001 zde trvale žilo 93 obyvatel.
V ranních hodinách 16. března 2020, v době, kdy se Česká republika potýkala s pandemií nemoci covid-19, rozhodli hygienici, s ohledem na prudký nárůst pacientů s tímto onemocněním, o uzavření měst Uničova a Litovle spolu s jejich okolím. Policie oblast střežila a neumožnila nikomu do oblasti vstoupit, ani ji opustit. Jednou z takto zasažených vesnic byla i Víska. Uzavření oblasti skončilo 30. března.

## Obyvatelstvo

### Struktura
Vývoj počtu obyvatel za celou obec i  za jeho jednotlivé části uvádí tabulka níže, ve které se zobrazuje i příslušnost jednotlivých částí k obci či následné odtržení. 
| Místní části   | Místní části | 1869 | 1880 | 1890 | 1900 | 1910 | 1921 | 1930 | 1950 | 1961 | 1970 | 1980 | 1991 | 2001 | 2011 |
| -------------- | ------------ | ---- | ---- | ---- | ---- | ---- | ---- | ---- | ---- | ---- | ---- | ---- | ---- | ---- | ---- |
| Počet obyvatel | část Víska   | 77   | 71   | 95   | 105  | 115  | 131  | 155  | 133  | 136  | 108  | 96   | 95   | 93   | 99   |
| Počet domů     | část Víska   | 14   | 14   | 14   | 14   | 17   | 18   | 25   | 31   | -    | 32   | 26   | 29   | 32   | 35   |

## Další fotografie

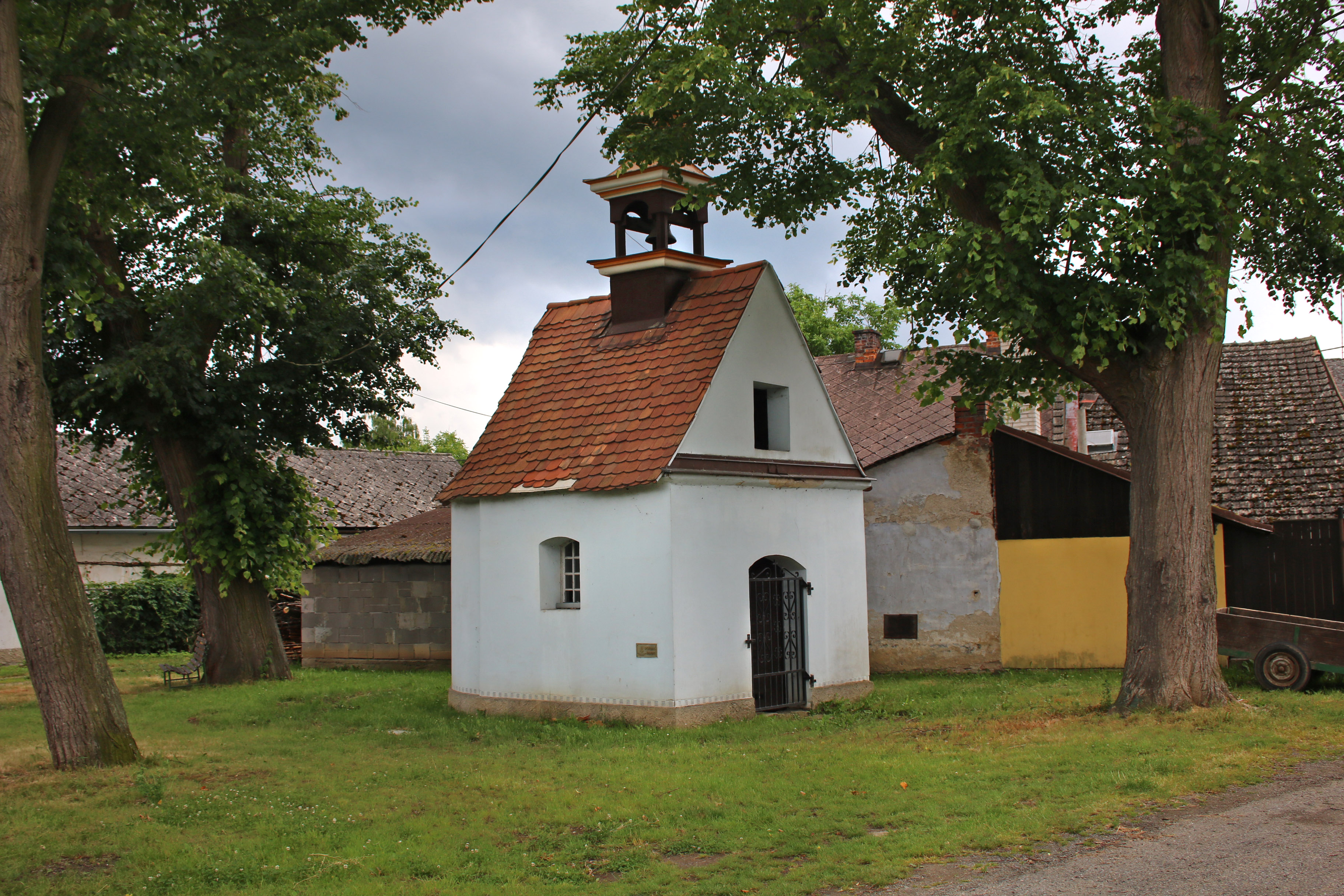
Kaple na návsi
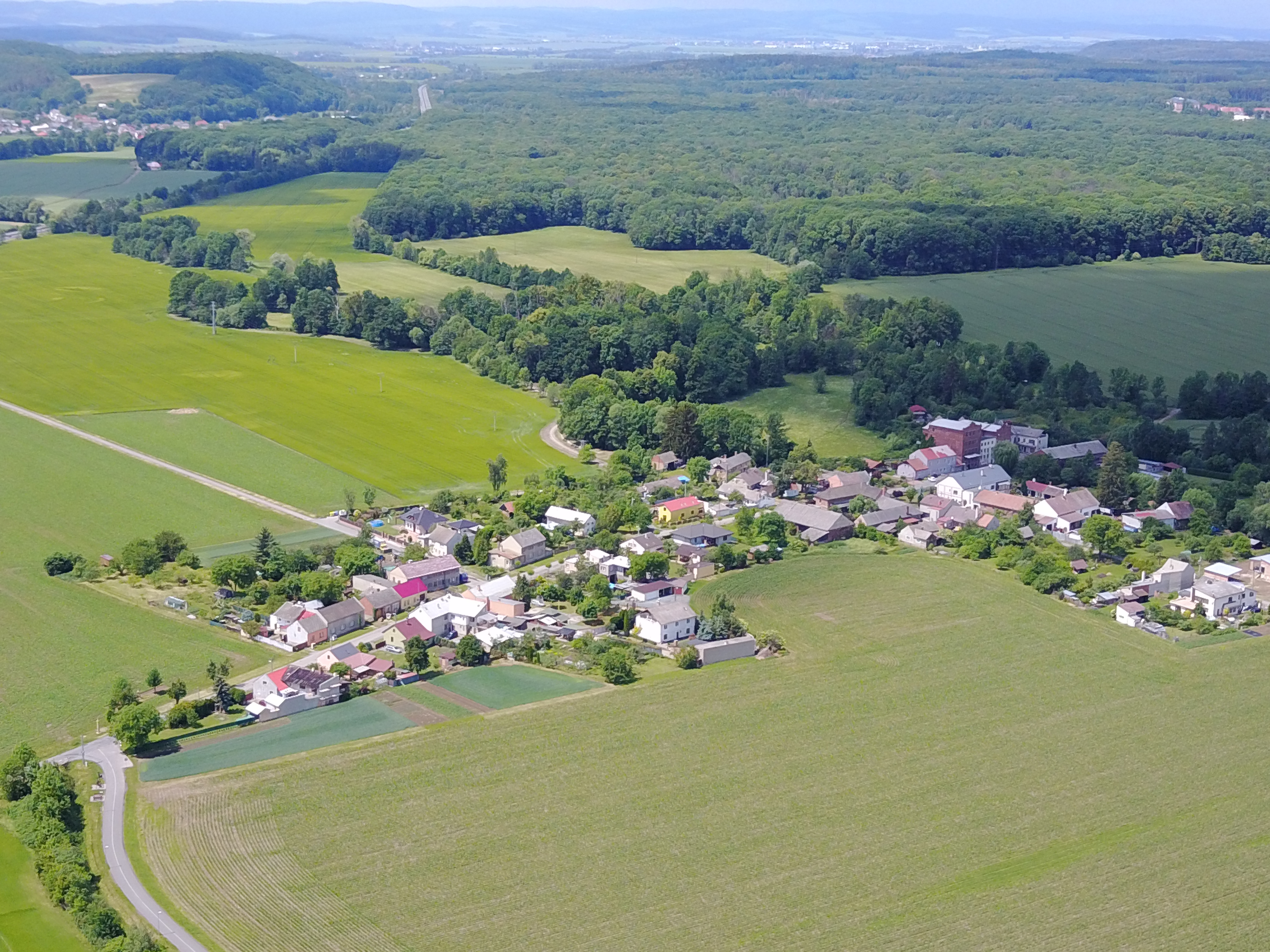
Letecký pohled na vesnici
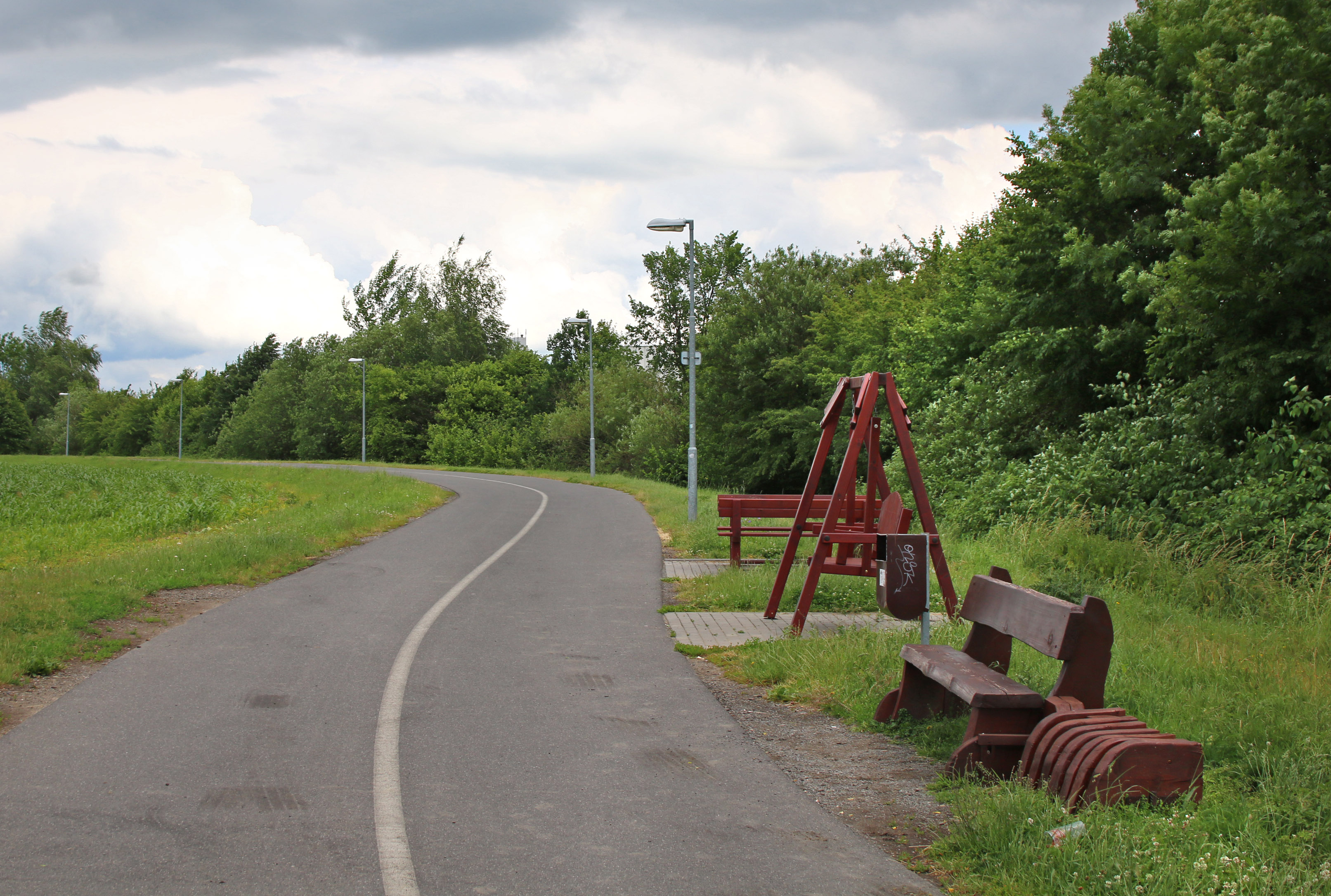
Cyklostezka k Litovli
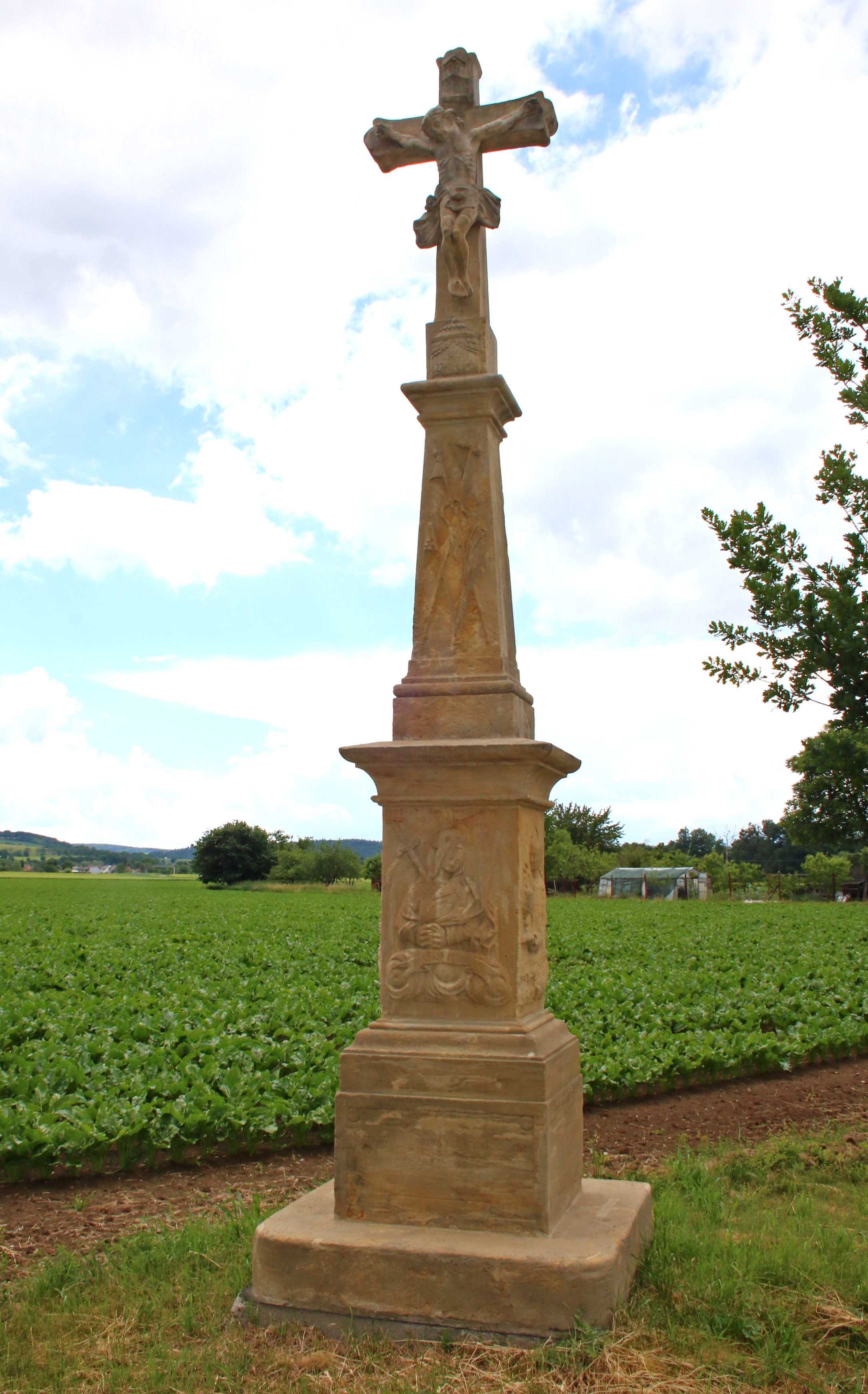
Jeden z křížů na jihu vesnice